# ایزابلا یکم، ملکه اورشلیم
ایزابلا اورشلیم (به انگلیسی: Isabella I of Jerusalem)، ملکه پادشاهی اورشلیم از سال ۱۱۹۰ میلادی تا زمان مرگش بود. وی دختر آمالریک یکم و ماریا کومنه بود. وی پس از مرگ سیبلا، ملکه اورشلیم به این مقام رسید و چهار بار با افرادی همچون هومفری چهارم، کنراد یکم، هنری دوم و آمالریک دوم ازدواج کرد. وی سرانجام در سال ۱۲۰۵ میلادی در عکا درگذشت تا دخترش ماریا جانشین وی شود.